# Rally van Ieper
De Rally van Ieper, officieel de Ypres Rally of eerder de Belgium Ypres Westhoek Rally, is het grootste rallyevenement in België. In 2021 en 2022 was de rally deel van het Wereldkampioenschap rally.
Het evenement werd voor het eerst georganiseerd als de 12 uren van Ieper in de jaren 1960 waarna het, na één jaar de 2x 12 uren van Ieper, in de jaren 1970 de 24 uren van Ieper werd. Tegenwoordig is het geen 24 urenrally meer maar is het opnieuw een bij benadering 2x 12 uren-formule. In 2020 is de rally door omstandigheden toegevoegd als  manche in het Wereldkampioenschap rally. Echter werd de rally nog geannuleerd omwille van de COVID-19-pandemie. Een jaar later, in 2021, heeft Ieper dan toch een plaats kunnen bemachtigen op de kalender van het Wereldkampioenschap rally.

## Organisatie en verloop
De rally wordt georganiseerd door SuperStage. Ze wordt in zijn geheel op asfalt verreden, maar kent echter een vrij specifieke ondergrond. De rally wordt doorgaans verreden in het laatste weekend van juni.

## Geschiedenis

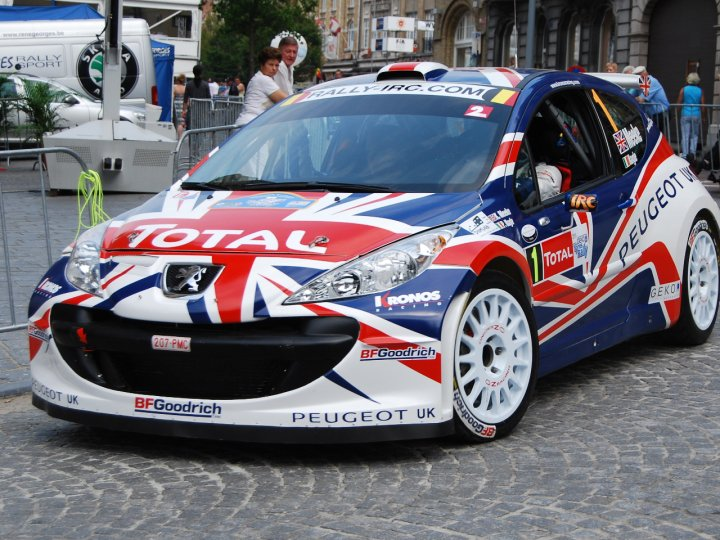
Kris Meeke met de Peugeot 207 S2000 in Ieper.

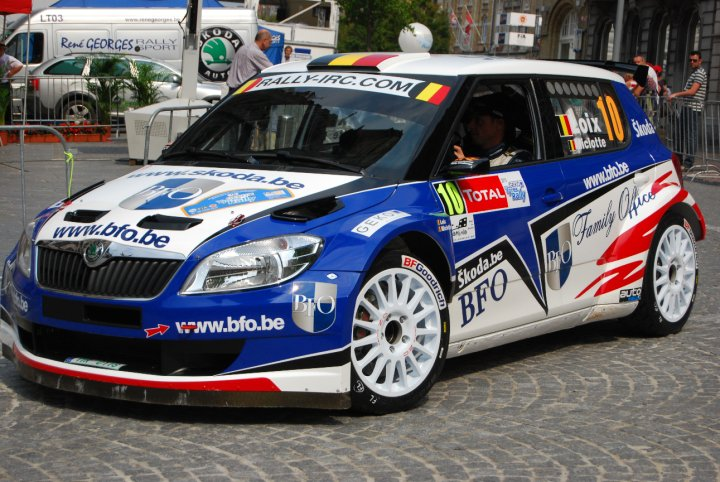
11-voudig winnaar Freddy Loix met de Skoda Fabia S2000 in 2011

De eerste editie van de rally, toen nog de 12 uren van Ieper naar het idee van Frans Thévelin, vond plaats in 1965. Al snel werd het evenement toegevoegd aan de kalender van het Europees kampioenschap (ERC). Grote namen in de rallygeschiedenis namen mede daarom deel aan de rally. Rijders als Walter Röhrl, Miki Biasion en Henri Toivonen wonnen er al eens. Sinds 2006 telde het evenement naast het ERC ook mee voor de Intercontinental Rally Challenge (IRC), min of meer de tegenhanger van het wereldkampioenschap rally. Het IRC ging in 2013 op in het vernieuwde ERC (Europees Rallykampioenschap), waar de Rally van Ieper tot en met 2016 deel van bleef uitmaken. In 2013 werd het evenement verkozen tot beste organisatie van het Europees rally 2012.

### Ypres Historic Rally

#### Ontstaan
Sinds 1993 worden in Ieper jaarlijks niet één, maar twee wedstrijden gereden, die tegelijkertijd georganiseerd worden. Voor oldtimers (rallywagens van minstens 25 jaar oud) werd sinds dit jaar namelijk een aparte rally georganiseerd. Om niet te verwarren met de wedstrijd voor 'moderne' wagens, krijgen historics een startnummer dat begint bij nummer 201.
Deze rally maakt echter pas sinds de tiende editie (in 2002) ook deel uit van een kampioenschap, toen de Flanders Ardennes Historic Challenge. Daarnaast maakte ook het Brits Historic Rallykampioenschap dat jaar eenmalig zijn opwachting, een voorbode voor de moderne rally 15 jaar later.
Het jaar daarop bleef de wedstrijd onderdeel van dat kampioenschap, maar werd ook het ERC Historic verwelkomd, dat volgens het FIA-reglement wordt verreden, in de plaats van het Brits kampioenschap. Nog een jaar later, in 2004, werd de Flanders Ardennes Historic Challenge ingeruild voor het Belgium Historic-kampioenschap.

#### Twee wedstrijden
Dat bleef zo tot 2009. Sinds dat jaar werd de wedstrijd opgesplitst en moesten piloten kiezen tussen de twee kampioenschappen. Dit omdat voor de wagens voor de ERC-wedstrijd een FIA-paspoort vereist is, waardoor nationale piloten soms niet konden deelnemen. De auto's die met de (nationale) Belgium Historic-wedstrijd meedoen, krijgen een startnummer vanaf 301. Sinds 2016 telden beide wedstrijden mee voor het Belgium Historic-kampioenschap. Zo moesten nationale piloten die het kampioenschap bedwongen, de wedstrijd niet opgeven als ze ook voor het ERC willen meedingen.
Door de wijziging van de definitie van 'oldtimers', waarbij een oldtimer 30 jaar oud moest zijn in plaats van 25, bleef het historic gebeuren een aantal jaar hetzelfde gezicht behouden. Eenmaal een wagen de titel 'oldtimer' heeft gekregen, wordt deze immers behouden. Eenmaal echter ook de BMW E30 M3 en dergelijke konden deelnemen aan de historic wedstrijd, werd de strijd eerder ongelijk. Daarom werd er beslist vanaf 2018 in de nationale wedstrijd enkel nog 'echte oldtimers' toe te laten, en werden zogenoemde 'youngtimers' verplicht om aan de ERC-wedstrijd deel te nemen. Zo bleven bijvoorbeeld de Ford Escort of de Opel Ascona kans maken op een overwinning. Deze nationale rally werd vanaf dit moment de 'Ypres Classic Rally' genoemd.
Vanaf 2015 werd bij de nationale rally ook de nieuwe Pinto Cup verwelkomd, een kampioenschap exclusief voor de Ford Escort, dat gehouden werd tot en met 2018.

#### Overgeslagen edities
Door het uitbreken van de coronacrisis in België in 2020 werd de rally dat jaar geannuleerd. Ook zou de moderne rally voor het eerst deel gaan uitmaken van het wereldkampioenschap rally (WRC), waardoor de organisatie op een goed verloop van die wedstrijd wou focussen. Deze zou bovendien in augustus in plaats van in juni plaatsvinden, maar na nog een poging om in oktober te organiseren, werd uiteindelijk geen van beide wedstrijden verreden.
In 2021 werd de Ypres Historic Rally wel weer gehouden, dit op de gebruikelijke datum, maar gelijktijdig met de uitgestelde Rally van de Monteberg, en op diens (3) proeven. De moderne wedstrijd stond dit keer opnieuw op de WRC kalender ingepland en dit in augustus, dus was deze datum vrij voor deze evenementen. De rally is echter geen deel meer van het Europees kampioenschap, waardoor er bijgevolg ook geen aparte nationale wedstrijd meer is.
In 2022 was de moderne wedstrijd opnieuw deel van het WRC, en werd de Ypres Historic Rally in november verreden, tegelijk met de Ypres Historic Regularity, een ander evenement van Club SuperStage dat in 2018 voor het eerst het licht zag. De regularity maakte dan handig gebruik van de rallyproeven voor afgesloten wegritten, die de ritten op de openbare weg afwisselden.
Door een reglementswijziging was het in 2023 niet meer mogelijk om dit te herhalen. Gezien de moderne rally niet meer op de WRC kalender staat, zou men de historic rally terug gelijktijdig met de moderne rally in juni organiseren. Er werd echter beslist om geen aparte wedstrijd meer te organiseren en de historic wagens in de moderne rally te laten starten, die de komende 2 edities dan ook meetelde voor het Belgium Historic kampioenschap.

#### Terug Europees
In 2025 werd met een 30e editie de rally nieuw leven ingeblazen, met zoals vanouds iets minder klassementsproeven dan de lange moderne rally, en stond deze na 5 jaar afwezigheid terug op de kalender van het FIA European Historic Rally Championship. Bovendien werd dit jaar door de FIA de definitie van een oldtimer hersteld naar 25 jaar oud, waardoor ineens heel wat recentere wagens kunnen deelnemen, zoals de eerste generatie World Rally Cars. Deze kunnen evenwel niet meedingen voor de titel het Europese kampioenschap, dat wel nog voorbehouden blijft voor wagens van 30 jaar en ouder.

### Veranderingen 2017
In augustus 2016 werd bekendgemaakt dat de rally van Ieper zou opgenomen worden in het Brits rallykampioenschap. Na een lange tijd op de kalender te hebben gestaan van het IRC / ERC verlieten ze dat kampioenschap in 2017, maar de rally staat sindsdien wel op de kalender van het TER (Tour of European Rally). Dat kampioenschap werd in 2019 ingewisseld voor de Benelux Rally Trophy. Het TER bleef wel een Belgische etappe aandoen met de Omloop van Vlaanderen.
De Ypres Historic Rally bleef wel nog deel uitmaken van het ERC Historic.
Op het einde van 2020 maakte de organisator van het Britse rally kampioenschap bekend dat Ieper geen deel meer zou uitmaken van hun kalender, omwille van de moeilijkere oversteek voor de Britten naar Ieper door de coronamaatregelen en de ondertussen voltrokken Brexit.

### Wereldkampioenschap Rally
In augustus 2020 werd de rally van Ieper opgenomen op de alternatieve kalender voor het Wereldkampioenschap rally omwille van het wegvallen van veel wedstrijden. Door het toevoegen van de rally zouden er toch nog 8 rally's gereden worden in 2020. Echter toen in oktober 2020, de tweede golf van de COVID-19-pandemie steeg naar een hoogtepunt, was de organisatie genoodzaakt om de rally te annuleren. 
Toen de kalender voor het Wereldkampioenschap rally in 2021 werd bekend gemaakt, was er voor de rally van Ieper aanvankelijk enkel plaats op de reservelijst. Toen in januari 2021 duidelijk werd dat de rally van Groot-Brittannië niet de benodigde financiële middelen kon bekomen, werd de rally van Ieper ingeroepen als vervanger voor de Britse manche. Thierry Neuville won de wedstrijd met de Hyundai i20 Coupé WRC.
Ook in 2022 was de rally opnieuw deel van het wereldkampioenschap rally. De Est Ott Tänak wist de 57e editie te winnen met de Hyundai i20N Rally1.
In 2023 staat Ieper niet meer op de kalender van het wereldkampioenschap, maar maakt wel het Brits rallykampioenschap opnieuw zijn opwachting. De Benelux Rally Trophy, waar de Ypres Rally deel van uitmaakte voordat het wereldkampioenschap zijn opwachting maakte maar die niet meer gehouden wordt sinds 2022, werd nu ingeruild voor het ERT (de European Rally Trophy).

## Officiële benaming
De rally heeft door de jaren heen een aantal naamswijzigingen gekend. In de beginjaren vooral door de formule die veranderde (eerst 12 uren, dan 2x 12, dan 24) en daarna werd op Engelse namen overgestapt voor een internationalere uitstraling. Sinds 2010 heet de rally gewoon "Ypres Rally", voorafgegaan door de naam van de hoofdsponsor.
| Periode    | Naam                         |
| ---------- | ---------------------------- |
| 1966-1973  | 12 Uren van Ieper            |
| 1974       | 2X12 Uren van Ieper          |
| 1975-1977  | 24 Uren van Ieper            |
| 1978-1996  | Ypres 24 Hours Rally         |
| 1997-2009  | Belgium Ypres Westhoek Rally |
| 2010-heden | Ypres Rally                  |

## Lijst van winnaars
| Editie | Jaar | Rijder                                        | Navigator                                     | Auto                                          |
| ------ | ---- | --------------------------------------------- | --------------------------------------------- | --------------------------------------------- |
| 60     | 2025 | Stéphane Lefebvre                             | Xavier Portier                                | Toyota GR Yaris Rally2                        |
| 59     | 2024 | Stéphane Lefebvre                             | Xavier Portier                                | Hyundai i20 N Rally2                          |
| 58     | 2023 | Adrien Fourmaux                               | Alexandre Coria                               | Ford Fiesta Rally2                            |
| 57     | 2022 | Ott Tänak                                     | Martin Järveoja                               | Hyundai i20N Rally1                           |
| 56     | 2021 | Thierry Neuville                              | Martijn Wydaeghe                              | Hyundai i20 Coupé WRC                         |
| -      | 2020 | Rally niet gehouden vanwege COVID-19-pandemie | Rally niet gehouden vanwege COVID-19-pandemie | Rally niet gehouden vanwege COVID-19-pandemie |
| 55     | 2019 | Craig Breen                                   | Paul Nagle                                    | Volkswagen Polo GTI R5                        |
| 54     | 2018 | Thierry Neuville                              | Nicolas Gilsoul                               | Hyundai i20 R5                                |
| 53     | 2017 | Kevin Abbring                                 | Pieter Tsjoen                                 | Peugeot 208 T16                               |
| 52     | 2016 | Freddy Loix                                   | Johan Gitsels                                 | Škoda Fabia R5                                |
| 51     | 2015 | Freddy Loix                                   | Johan Gitsels                                 | Škoda Fabia R5                                |
| 50     | 2014 | Freddy Loix                                   | Johan Gitsels                                 | Škoda Fabia S2000 Evo 2                       |
| 49     | 2013 | Freddy Loix                                   | Frédéric Miclotte                             | Škoda Fabia S2000 Evo 2                       |
| 48     | 2012 | Juho Hänninen                                 | Mikko Markkula                                | Škoda Fabia S2000 Evo 2                       |
| 47     | 2011 | Freddy Loix                                   | Frédéric Miclotte                             | Škoda Fabia S2000 Evo 2                       |
| 46     | 2010 | Freddy Loix                                   | Frédéric Miclotte                             | Škoda Fabia S2000 Evo 2                       |
| 45     | 2009 | Kris Meeke                                    | Paul Nagle                                    | Peugeot 207 S2000                             |
| 44     | 2008 | Freddy Loix                                   | Robin Buysmans                                | Peugeot 207 S2000                             |
| 43     | 2007 | Luca Rossetti                                 | Matteo Chiarcossi                             | Peugeot 207 S2000                             |
| 42     | 2006 | Giandomenico Basso                            | Mitia Dotta                                   | Fiat Punto Abarth S2000                       |
| 41     | 2005 | Kris Princen                                  | Dany Colebunders                              | Renault Clio S1600                            |
| 40     | 2004 | Larry Cols                                    | Filip Goddé                                   | Renault Clio S1600                            |
| 39     | 2003 | Bruno Thiry                                   | Stéphane Prévot                               | Peugeot 206 WRC                               |
| 38     | 2002 | Bruno Thiry                                   | Stéphane Prévot                               | Peugeot 206 WRC                               |
| 37     | 2001 | Pieter Tsjoen                                 | Steven Vergalle                               | Toyota Corolla WRC                            |
| 36     | 2000 | Henrik Lundgaard                              | Jens-Christian Anker                          | Toyota Corolla WRC                            |
| 35     | 1999 | Freddy Loix                                   | Sven Smeets                                   | Mitsubishi Carisma GT Evo VI                  |
| 34     | 1998 | Freddy Loix                                   | Sven Smeets                                   | Toyota Corolla WRC                            |
| 33     | 1997 | Freddy Loix                                   | Sven Smeets                                   | Toyota Celica GT-Four                         |
| 32     | 1996 | Freddy Loix                                   | Sven Smeets                                   | Toyota Celica GT-Four                         |
| 31     | 1995 | Renaud Verreydt                               | Jean-Manuel Jamar                             | Toyota Celica GT-Four                         |
| 30     | 1994 | Patrick Snijers                               | Dany Colebunders                              | Ford Escort RS Cosworth                       |
| 29     | 1993 | Patrick Snijers                               | Dany Colebunders                              | Ford Escort RS Cosworth                       |
| 28     | 1992 | Patrick Snijers                               | Dany Colebunders                              | Ford Sierra RS Cosworth 4x4                   |
| 27     | 1991 | Patrick Snijers                               | Dany Colebunders                              | Ford Sierra RS Cosworth 4x4                   |
| 26     | 1990 | Robert Droogmans                              | Ronny Joosten                                 | Lancia Delta Integrale 16V                    |
| 25     | 1989 | Robert Droogmans                              | Ronny Joosten                                 | Ford Sierra RS Cosworth                       |
| 24     | 1988 | Robert Droogmans                              | Ronny Joosten                                 | Ford Sierra RS Cosworth                       |
| 23     | 1987 | Jimmy McRae                                   | Ian Grindrod                                  | Ford Sierra RS Cosworth                       |
| 22     | 1986 | Robert Droogmans                              | Ronny Joosten                                 | Ford RS200                                    |
| 21     | 1985 | Jean Ragnotti                                 | Pierre Thimonier                              | Renault 5 Maxi Turbo                          |
| 20     | 1984 | Henri Toivonen                                | Ian Grindrod                                  | Porsche 911 SC RS                             |
| 19     | 1983 | Miki Biasion                                  | Tiziano Siviero                               | Lancia Rally 037                              |
| 18     | 1982 | Marc Duez                                     | Willy Lux                                     | Porsche 911 SC                                |
| 17     | 1981 | Jean-Claude Andruet                           | Denise Emmanuelli                             | Ferrari 308 GTB                               |
| 16     | 1980 | Tony Pond                                     | Fred Gallagher                                | Triumph TR7 V8                                |
| 15     | 1979 | Bernard Béguin                                | Jean-Jacques Lenne                            | Porsche 911 Carrera                           |
| 14     | 1978 | Tony Pond                                     | Fred Gallagher                                | Triumph TR8                                   |
| 13     | 1977 | Bernard Darniche                              | Alain Mahé                                    | Lancia Stratos HF                             |
| 12     | 1976 | Walter Röhrl                                  | Willi-Peter Pitz                              | Opel Kadett GT/E                              |
| 11     | 1975 | Bernard Mordacq                               | J. L. Bret                                    | Porsche Carrera                               |
| 10     | 1974 | Gilbert Staepelaere                           | André Aerts                                   | Ford Escort RS1600                            |
| 9      | 1973 | Noël Van Assche                               | "Jimmy"                                       | BMW Cabana                                    |
| 8      | 1972 | Gilbert Staepelaere                           | André Aerts                                   | Ford Escort                                   |
| 7      | 1971 | Noël Van Assche                               | "Jimmy"                                       | BMW Cabana                                    |
| 6      | 1970 | Gilbert Staepelaere                           | André Aerts                                   | Ford Escort                                   |
| 5      | 1969 | Gilbert Staepelaere                           | André Aerts                                   | Ford Lotus Cortina                            |
| 4      | 1968 | Vandyck                                       | Eric Symens                                   | BMW 2002 TI                                   |
| 3      | 1967 | Hervé Thiers                                  | Declerck                                      | Lotus Elan                                    |
| 2      | 1966 | Hubert Saelens                                | F. Moens                                      | Lotus Elan                                    |
| 1      | 1965 | Jean-Pierre Vandermeersch                     | R. Roegiers                                   | Austin Cooper                                 |

### Freddy Loix
De Belg Freddy Loix werd - gezien het aantal overwinningen - in 2008 recordhouder. Hij won de rally voor de vijfde maal en liet daarbij Patrick Snijers, Robert Droogmans en Gilbert Staepelaere achter zich, die hier allen viermaal wonnen. Loix bleef jaarlijks deelnemen tot in 2016 en won de rally maarliefst 11 keer (2016). Vaak is het zo dat Loix niet de snelste piloot is op de eerste proeven, maar wel de meest consistente. Door het grote aantal proeven (tegen de 20) vallen andere mededingers voor de titel ook vaak af door fouten te maken door te veel risico te nemen, of door technische pech. Zo wist Loix zich in 2016 voor de elfde keer tot winnaar te kronen door Fransman Bryan Bouffier voorbij te steken in het klassement door diens defecte versnellingsbak, een vergelijkbaar scenario als wanneer in 2015 eerst Kevin Abbring en daarna ook Craig Breen moesten opgeven na een crash.
Loix ging na seizoen 2016 met "rallypensioen" en trok zich na een succesvolle periode op zijn hoogtepunt terug als coureur uit de rallysport.
Sinds 2019 komt hij opnieuw  aan de start met in de navigatorstoel Pieter Tsjoen. 